# Mandurah

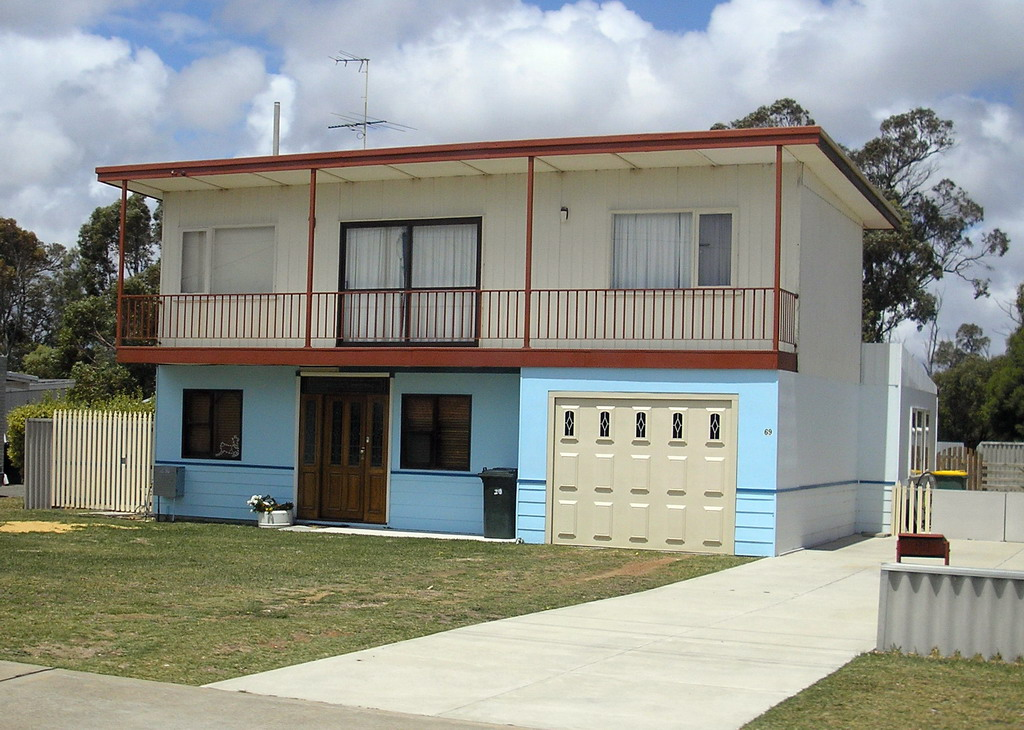
Típica casa costeira em Mandurah.

Mandurah é uma cidade australiana localizada no estado da Austrália Ocidental. Situa-se a 72 km ao sul de Perth, capital do estado. Sua população aproximada é de 60 mil habitantes.